# واز (إقليم فرنسي)

موقع اقليم واز

واز (بالفرنسية:Oise) هو إقليم فرنسي، يقع في شمال فرنسا، وبه 679 بلدية، سمي باسم واز نسبة لنهر واز الذي يمر في الإقليم.

## تاريخ الإقليم
إقليم واز هو واحد من الأقاليم الـ 83 التي تتشكل منها فرنسا، أنشئت خلال الثورة الفرنسية يوم 4 مارس 1790. أنشئت من جزء من منطقة إيل دي فرانس وبيكاردي.

## جغرافية الإقليم
إقليم واز هو جزء من منطقة بيكاردي، ويقع على بعد 35 كيلومترا إلى الشمال من باريس، ويحيط بها كل من الأقاليم التالية: السوم (بالفرنسية:Somme)، أيسن الفرنسية:Aisne)، سين مارن الفرنسية:Seine-et-Marne)، فال دواز الفرنسية:Val-d'Oise)، أور الفرنسية:Eure)، والسين ماريتيم الفرنسية:Seine-Maritime).

## السياحة في الإقليم
من أهم معالم الجذب السياحي الرئيسية في إقليم واز هو منتجع أستيريكس بارك الذي افتتح في عام 1989، وهناك مواقع آخرى مثل كاتدرائية بوفيس، وقلعة دي شاتو بيريفوند.

## سكان الإقليم
يدعى سكان إقليم واز باسم ايزارينز (بالفرنسية:Isariens)

## أعلام
- جورج غولت
- جيان ريتشارد
- روجر فايان
- أرماند دوريا